# Post tenebras lux

Primer escudo de armas de Chile, usado entre 1812 y 1814.

Post tenebras lux es una expresión en latín que significa literalmente: «Después de la oscuridad, la luz».

## Origen
La expresión deviene de un versículo del libro de Job en el Antiguo Testamento de la Biblia: Noctem verterunt in diem et rursum, post tenebras spero lucem (Job 17:12). Esta frase se traduce de diferentes maneras, por lo general como «la noche se convirtió en día, después de las tinieblas espero luz».

## Usos históricos
La expresión se convirtió en el lema de la Reforma protestante y hoy es el lema de la ciudad de Ginebra en Suiza.
También es un lema hermético utilizado por los alquimistas para hacer referencia de que en lo oculto, lo esotérico, esta la luz.
El primer escudo de Chile llevaba el lema en la parte superior. Fue utilizado en el periodo denominado la Patria Vieja, entre 1812 y 1817.